# Synagogue de Teschen (1878-1939)

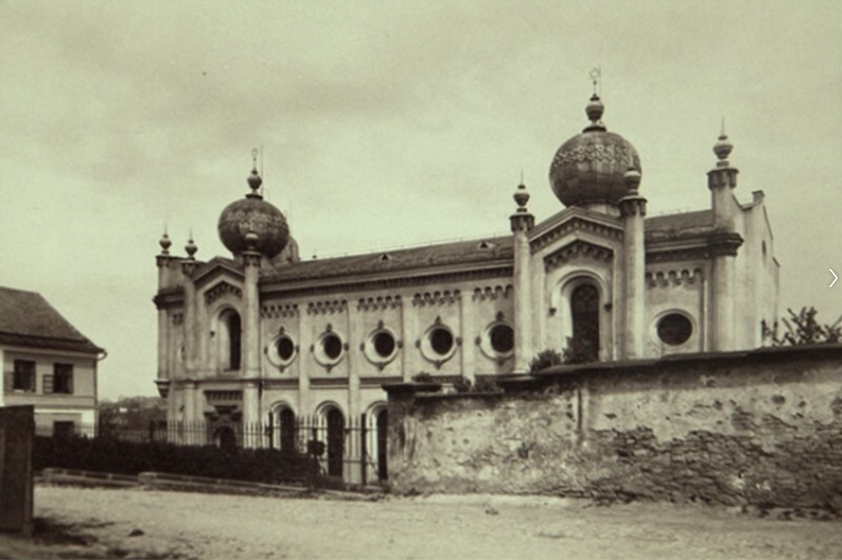
La synagogue de Teschen/Cieszyn entre 1880 et 1900 – façade ouest, vue de la rue Bóżnicza

La synagogue de Teschen ou synagogue de Cieszyn, construite en 1837 au 6 rue Bóżnicza et agrandie en 1878, a été détruite par les troupes allemandes en 1939, au début de l'invasion de la Pologne.
Cieszyn en polonais, Teschen en allemand, est une ville du sud de la Pologne qui fait partie de la voïvodie de Silésie. Teschen appartient à la couronne des Habsbourg depuis 1653. Elle fait partie du duché de Haute et de Basse-Silésie. Après la Première Guerre mondiale, la ville est divisée en 1920 en deux parties, une partie tchèque qui prend le nom de Český Těšín et une partie polonaise avec pour nom Cieszyn. En octobre 1938, la Pologne occupe la partie tchèque. En septembre 1939, la ville est envahie par l'armée allemande. Après la Seconde Guerre mondiale, la ville est de nouveau divisée entre la Tchécoslovaquie et la Pologne. Cieszyn compte actuellement un peu plus de 36 000 habitants.   

## Histoire de la communauté juive

### Les débuts de la communauté
Les premiers Juifs se sont installés à Teschen dans la première moitié du XVIe siècle, quand la ville est passée sous le contrôle des Habsbourg. En 1531, le Juif Jakub achète une maison en ville, qu'il revend d'ailleurs la même année avant de quitter la ville. À Teschen, la vie des Juifs est régie par un décret impérial de 1572, qui est une liste de common laws et de résolutions des assemblées régionales des duchés de Silésie. Un chapitre distinct Von Juden (des Juifs), réglemente entre autres le droit de possession de terres ainsi que les taux d'intérêt autorisés pour les prêts juifs aux seigneurs et aux paysans. 
Le prince Adam Wenzel von Teschen qui règne de 1579 à sa mort en 1617, ne suit pas les décrets impériaux et fait appel régulièrement à des musiciens juifs et recourt à un maitre-verrier de cour d'origine juive nommé Markus. Celui-ci pour ses services reçoit en 1575 le privilège l'autorisant à acheter une maison en ville, mais en 1578, criblé de dettes, sa maison est vendue par la municipalité.  
Dans les années 1582-1584, l'empereur Rodolphe II confirme l'édit impérial ordonnant aux Juifs à quitter les terres héréditaires des Habsbourg, à l'exception de certaines enclaves spécifiquement désignées. 
À la suite de la guerre de Trente Ans (1618-1648), de nombreuses villes de Silésie sont dépeuplées. Pour relancer l'économie, l'empereur Ferdinand II de Habsbourg adoucit en 1627 sa politique envers les Juifs et a émet un édit qui leur permet de se réinstaller, après avoir payé une taxe spéciale de 40 000 florins,. Pour les mêmes raisons, la duchesse Elisabeth Lukretia von Teschen, qui règne de 1625 à 1653, octroie aux Juifs, contre redevance, le droit de percevoir des péages. En 1626, trois Juifs moraves obtiennent la permission pendant trois ans de prélevé un péage à Teschen, Skotschau, Schwarzwasser et Jablunkau contre une redevance annuelle de 2 100 zlotys. 
En 1631, un accord similaire est signé à Teschen par les frères Jacob et Moïse Singer, originaires d'Eibenschütz près de Brünn. Après quelques années, Moïse s'installe à Pleß, tandis que Jacob Singer devient le fondateur de la plus ancienne famille juive de Teschen. Il possède de larges pouvoirs, ainsi que la liberté de commerce de tous produits. Il traite des affaires avec la Moravie, la Hongrie, la Silésie et la Petite-Pologne. Singer est responsable du prêt sur gage sur le marché local et coopère avec la Monnaie ducale à Teschen. Le 9 octobre 1637, Jacob Singer achète une maison rue Polonaise à proximité du château. Quelques années plus tard, il achète une maison plus grande, située à l'angle du Marché et de la rue Allemande. Cette maison appelée la Jüdisches Haus (Maison juive), deviendra le centre des affaires de la famille Singer en Silésie. À la même période, d'autres commerçants juifs commencent à s'installer à Teschen: Lazarus de Cracovie; Moïse Lewel de Mährisch Ostrau en Moravie et Lewek Mirowicz de Prague travaillent aussi avec la Monnaie de Teschen. Après la mort de Jacob Singer en 1650, la concession du péage de Teschen est reprise par son fils Samuel. Comme son père il tient une boutique de prêteur sur gage, et avec l'aide de ses quatre fils, il rachète les vieilles pièces d'argent de Silésie pour l'hôtel impérial de la monnaie de Breslau, dont il devient en 1673. Le fournisseur officiel. 
En 1667, 10 Juifs paient des taxes à Teschen, y compris les cinq membres de la famille Singer. En 1672, les habitants de Teschen accusent Samuel Singer de favoriser les commerçants juifs étrangers et demandent l'arrêt de telles pratiques et de frapper de taxes municipales tous les Juifs résidant en ville, à l'exception de Samuel Singer. En 1674, Samuel demande à l'empereur la permission d'étendre son activité et de permettre à ses quatre fils de contrôler le commerce de Teschen. Les marchands de Teschen décident alors d'envoyer une lettre de protestation appropriée à l'empereur. Dans son différend avec les marchands, Samuel Singer bénéficie de l'appui du bourgmestre de Teschen, Larisch, et du gouverneur général de Breslau. En 1675, l'empereur Leopold Ier rédige un décret interdisant tout commerce ainsi que la pratique de tout rite religieux aux Juifs à Teschen, à l'exception de la famille Singer. Deux des fils de Samuel, Joseph et Hirschel Singer acquièrent les mêmes droits de négoce. Au tournant des XVIIe et XVIIIe siècles, le gendre de Samuel, Simon Goldschmied, obtient les mêmes privilèges.
En mai 1713, l'empereur Charles VI émet un édit de tolérance permettant aux Juifs de s'installer en Silésie moyennant le paiement d'une taxe spéciale de tolérance,. En 1722, il interdit aux Juifs de percevoir des droits et taxes, ce qui conduit à une perte importante de revenus pour la famille Singer. Après 1713, le nombre de Juifs croit rapidement dans la région de Teschen et en 1725, on compte déjà 50 familles juives. Mais dans la ville même de Teschen, les Singer bloquent leur installation et en 1720, seulement quatre familles juives y résident en plus des Singer. À cette époque, les Singer se sont spécialisés dans le négoce du tissu et d'autres matériaux.  
En octobre 1726, les autorités de Silésie promulguent un décret Wegen der Juden (À cause des Juifs) qui interdit à des Juifs non déjà résidents, de s'installer en villes. Les Juifs non-résidents sont considérés comme étrangers et ne peuvent plus s'installer en Silésie. Ce décret introduit aussi le principe incolae (droit de résidence): les Juifs doivent demander l'autorisation de se marier, et un seul fils aura le droit de résider. Les autres fils sont considérés comme étrangers et doivent quitter le pays à leur majorité,. Ce décret est appliqué à Teschen. 
Dans les années 1730, le chef de la famille Singer est Moïse, fils de Joseph le fils ainé de Samuel Singer. Le frère de Moïse, Joseph Jacob est dans le commerce d'alcool, tandis que Joseph Simon Goldschmied (fils du gendre de Samuel Singer) acquiert en 1734 une licence commerciale. En 1742, après la mort de Moïse Singer, ses affaires reviennent à ses enfants et à sa seconde épouse Lea Singer. 
En décembre 1746, huit familles juives, soit 22 personnes de plus de 15 ans, résident à Teschen, dont les trois familles Singer. En 1748, les autorités choisissent Jacob Hirschel comme collecteur des impôts dus par les Juifs.  
En 1752, l'impératrice Marie-Thérèse publie un décret de tolérance limitant le nombre de familles juives autorisées à vivre dans les villes de Silésie. L'annexe du décret fixe ce nombre à 12 familles (soit 57 personnes) pour Teschen. Ils ont tous le statut de Juifs tolérés. 
Après la mort en 1751 de Jacob Hirschel, la charge de collecteur de l'impôt des Juifs échoit à Joseph Goldschmidt. En 1754, l'impératrice Marie-Thérèse confirme les privilèges de la famille de Lea Singer et autorise Endel Oppenheim (fille de Leah Singer) et son mari James Oppenheim à ouvrir un second magasin en ville (mais seulement jusqu'à la fin de leur vie).
Le premier recensement officiel réalisé à Teschen en 1754 donne 8 familles juives tolérées soit 35 personnes. À cette époque, la Chambre de Teschen  préfère travailler avec des Juifs non tolérés ou Juifs étrangers, avec lesquels elle peut plus facilement imposer ses conditions. 6 familles de Juifs non tolérés habitent dans les environs de Teschen, conduisant à une concurrence entre Juifs tolérés et Juifs non tolérés. 
En 1766, l'entreprise familiale Singer obtient le monopole du commerce du tabac dans le duché de Teschen. En 1776, ils possèdent un réseau de 57 vendeurs de tabac juifs, dénommés trafikantów. De 1760 à 1765, la charge de collecteur d'impôt juif est tenue par Jakub Oppenheim, puis en 1765-1766 par Hirschel Moïse Singer, et ensuite par Zacharias Gerson Lazarus, gendre d'Oppenheim.  
Dans les années 1770, les autorités suppriment de nombreuses contraintes imposées aux Juifs, espérant que le commerce juif stimulera le développement de Teschen. En 1775, se déroule la foire internationale de Teschen. À cette occasion, s'ouvre une auberge dédiée principalement aux marchands juifs de l'Est. En 1776, Józef Löwi reprend le commerce du tabac à la famille Singer, tombé en faillite. En 1780, Teschen compte 16 familles juives tolérées, représentant 88 personnes. Elles travaillent principalement dans le commerce et les services. L'édit de tolérance de 1781, permet aux Juifs de Silésie de pratiquer leur religion en privé, mais sans avoir ni de synagogue ni de rabbin. Les Juifs ont par contre accès aux écoles chrétiennes et aux universités.   
En 1785, le cimetière privé des Singer est racheté par l'ensemble des Juifs tolérés de Teschen. En 1790, selon le recensement général, 46 Juifs vivent à Teschen et dans les villages avoisinants. En 1801, une salle de prière est louée au sous-sol d'une maison de la rue Menniczej. Juda Glücklich préside aux prières. Ainsi se crée de façon non officielle la première communauté juive de Teschen. En 1802, Heimann Holläder, de Teschen, devient docteur en médecine de l'université de Francfort-sur-l'Oder.

### La communauté auXIXesiècle
En 1812, il y a 98 Juifs à Teschen et en 1837, leur nombre est 327, représentant 5,2 % de la population totale de la ville. En 1840, on compte 17 familles juives tolérées et 13 autres familles dans les villages avoisinants. Le registre des entreprises de 1829 à 1848 indiquent 56 affaires juives, dont 20 liées au commerce, 10 à l'artisanat, 8 auberges ou hôtels et 7 de services variés. Goldschmidt et Löbestein possèdent une usine de vinaigre. 
En 1838 est construite la première synagogue, sur les plans de Karl Jilg. Elle est située dans l'actuelle rue Bożnicza, à l'endroit où se trouve actuellement l'école primaire nr 1. Elle emploie un chantre (Hazzan), un bedeau (Shamess) et un abatteur rituel (Shohet).   
Dans la première moitié du XIXe siècle, de plus en plus de Juifs s'installent à Teschen. Préoccupés, les habitants de Teschen déposent plainte en 1844, auprès de la municipalité contre l'installation en ville de Juifs non-tolérés. Après enquête, celle-ci ordonne en avril 1848, l'expulsion de la ville de 10 Juifs non-tolérés.   
À la suite des évènements du Printemps des peuples de 1848, la population juive d'Autriche obtient des droits civiques et politiques. En 1850, Max Ritter devient le premier Juif conseiller municipal de Teschen. En 1848, Dr Abraham Schmiedl est nommé officiellement rabbin de district (Kreisrabbiner) de Teschen, auquel succède en 1853 Dr Josef Guggenheimer. Les offices sont accompagnés par un chœur de garçons. En 1850 une école primaire juive enseigne la religion. Elle fermera en 1859 pour des raisons budgétaires. Dans la seconde moitié du XIXe siècle, la communauté juive est fortement influencée par l'esprit de la Haskala, le mouvement des Lumières juif.     
Lors des élections municipales de 1861, le représentant des Juifs de Teschen est le négociant en vin, Ferdinand Ziffer. À partir de 1864, le conseil municipal sera composé de façon permanente de 4  ou 5 Juifs. En raison de leur forte assimilation, les Juifs de Teschen font cause commune avec les libéraux allemands (Confédération germanique) et s'opposent au camp nationaliste polonais.  La Loi fondamentale de 1867 donne à tous les citoyens de l'Autriche, des droits civiques et politiques égaux sans distinction de religion.
À partir de 1866, la communauté juive de Teschen fonctionne comme une association avec des statuts officiels. Celle-ci est représentée par un comité de 15 personnes et par un conseil de gestion de 5 personnes dirigé par un président. Le comité et le conseil sont élus pour 3 ans. De 1872 à 1876, le président élu est Daniel Tugendhat, de 1876 à 1888, Bernhard Glesinger, et de 1888 à 1894, Siegmund Kohn.  La communauté possède une synagogue et un cimetière. En 1867, une école religieuse juive est ouverte qui sera transformée en septembre 1876 en Talmud Torah. Une association caritative féminine vient en aide aux déshérités. En 1877, la communauté décide de construire une nouvelle synagogue, l'ancienne devenant trop petite pour la taille de la communauté. Elle est inaugurée en septembre 1878. 
À la fin du XIXe siècle, les Juifs jouent un rôle très important dans la vie économique de la ville. De nombreux Juifs possèdent des entreprises de négoce ou des usines. Une grande partie des Juifs sont dans le commerce des alcools. Moritz Fasal est propriétaire des usines de liqueurs et d'eau gazeuse Moritz Fasal de Teschen. D'autres familles sont impliquées dans le négoce ou le traitement du bois, comme J. Ph. Glesingera ou encore Josef et Jacob Kohn, propriétaires d'une usine de fabrique de meubles courbés.
En 1890, 4 622 Juifs vivent dans la municipalité de Teschen, dont 1 313 à Teschen même. En 1893, Dr Adolf Leimdörfer, originaire de Boskowitz devient le nouveau rabbin de Teschen. De 1894 à 1909, le président de la communauté est J. Ph. Glesinger, puis de 1909 à 1912 Jacques Silberstein et de 1912 à 1919 le Dr Leopold Silberstein.    

### La communauté juive auXIXesièclejusqu'au nazisme
Des Juifs orthodoxes commencent à s'installer à Teschen vers la fin du XIXe siècle. Ils vivent principalement en périphérie de la ville, à Frysztackim Przedmieście et à Saska Kepa près de la gare. Ils possèdent quelques maisons de prières privées, dont deux, à Frysztackim Przedmieście et à Saska Kepa, fonctionnent officiellement. En 1911, le groupe orthodoxe est dirigé par le marchand Izaak Amsterdam, et est inscrit à l'Association pour le Renforcement de la Religion Machzyke Hadas. En 1912, ils construisent selon les plans de Karl Friedrich, une maison de prières et un Mikve au 1 rue Benedyktyń. Ils fondent une association de prières et une association caritative Szomrej Szabes (Chomer chabbat).
En 1913, la communauté réformée construit sa propre synagogue (le Temple) près de celle des orthodoxes.  
En 1915, pendant la Première Guerre mondiale, de nombreux réfugiés juifs fuyant les pogroms de Galicie organisés par les soldats russes, s'installent à Teschen. La communauté juive se mobilise pour offrir une assistance aux réfugiés. En 1918-1920, des combats éclatent entre Polonais et Tchèques après la dissolution du duché de Teschen. Les Juifs essayent de rester neutres, bien que leurs liens culturels et économiques plutôt axés vers les pays germaniques, les fassent pencher pour la Tchécoslovaquie, considérée comme économiquement plus développée et plus démocratique que la Pologne.  Quand Teschen devenu Cieszyn est divisé en deux entre la Tchécoslovaquie et la Pologne, de nombreux Juifs déménagent à Cieszyn tchèque (Český Těšín), ou émigrent en Autriche ou en Allemagne. En 1922, est fondée une communauté juive distincte à Český Těšín. 
Avec ces évènements, la communauté juive de Cieszyn a changé de structure sociale. Il n'y a plus de grandes entreprises juives, mais on trouve beaucoup d'avocats ou de médecins juifs. En 1921, il y a 1 591 Juifs à Cieszyn, soit 10,4 % de la population. Ce nombre va diminuer. Ils ne sont plus que 1 404 en 1930, soit 8 % de la population. Dans l'entre-deux-guerres, les Juifs sont fortement impliqués dans la vie politique de la ville: sur les 36 membres du Conseil municipal, 5 sont des Juifs. Initialement, ce sont des Juifs assimilés germanophones, mais progressivement, ils sont remplacés par des Juifs polonais.  
De 1919 à 1925, le président de la communauté juive est le Dr Ludwig Müller, puis de 1926 à 1930, Ignacy Klein. Dans les années 1930-1931, se déroule à Cieszyn une lutte âpre entre les sionistes et les orthodoxes. Ces disputes conduisent à la dissolution des instances de la communauté, et la mise en place d'une représentation juive dirigée par le commissaire Dr Emil Adler. En 1931, le président de la communauté est de nouveau le Dr Müller, puis de 1934 à 1939, le Dr David Sandhaus. Dès la fin du XIXe siècle, le mouvement sioniste est très influent à Cieszyn, surtout auprès des organisations de jeunesse, comme le club sportif Makabi qui compte jusqu'à 200 membres. 
En 1930. les Juifs orthodoxes construisent leur propre synagogue Szomrej Chabbat au 16 rue Idol, selon les plans de l'architecte Eduard David. De nombreuses synagogues et lieux de culte existent alors à Cieszyn. En 1931. Le nouveau rabbin de Cieszyn est le Dr Aron Eisenstein, le premier rabbin formé selon la tradition polonaise.
Dans la période de l'entre-deux-guerres, principalement en 1924, 1931 et 1934, de nombreux actes antisémites se déroulent à Cieszyn, fomentés par des militants d'extrême droite du Parti national-démocrate polonais, et des étudiants de l'École nationale d'agriculture. Dans les années 1930, un boycott économique sévère des magasins, usines et biens juifs est aussi organisé. 

### La fin de la communauté juive
Après l'annexion de l'Autriche par le Troisième Reich le 12 mars 1938, puis en octobre 1938 celle de la région des Sudètes, les autorités polonaises  décident d'occuper le territoire tchécoslovaque de Zaolzie (Silésie de Teschen), et de réunir la ville de Český Těšín à Cieszyn. La population juive de Cieszyn passe alors à 2 800 personnes, environ 1 500 de la partie polonaise et 1 300 de la partie tchèque. Après l'occupation le 15 mars 1939 de la Bohême et de la Moravie par les troupes allemandes, un grand nombre de réfugiés juifs arrivent en provenance d'Autriche, de Bohême et de Moravie.    
Dès le déclenchement de la Seconde Guerre mondiale, les Allemands attaquent la Pologne, et occupent Cieszyn. Le 13 septembre 1939, la synagogue est incendiée, et tous les lieux de culte juifs sont fermés, la plupart incendiés. En octobre 1939, sous le nom de code de Nisko-Plan, la plupart des hommes juifs sont expulsés vers le Gouvernement général de Pologne sur la rivière San. Les Juifs restants sont contraints au travail forcé et sont enfermés dans plusieurs camps nazis en ville. Progressivement, et surtout en mai et juin 1940, ils sont déportés dans les ghettos et les camps de travail de la région de Zagłębie Dąbrowskie. À la fin de 1943, il ne reste plus à Cieszyn que quelques Juifs isolés.    
En 1945, le comité juif de Bielsko enregistre 44 Juifs à Cieszyn et 53 Juifs à Český Těšín. À Cieszyn, une communauté juive se reforme sous le nom de Kongregacja Wyznania Mojżeszowego, mais la plupart de ses membres auront émigré avant 1951, principalement vers Israël.  
On estime entre 2 et 3 000 le nombre de Juifs de Cieszyn et de ses environs ayant péri dans la Shoah

## La synagogue

### La première synagogue
L'idée de construire une synagogue en tant que bâtiment indépendant, est née vers 1830. En raison de l'interdiction de la construction de lieux de culte juif à Teschen, les Juifs de la ville lancent un appel à l'empereur François Ier, lui demandant l'autorisation de construire une synagogue. L'autorisation est accordée en 1832, mais à la condition que la synagogue ne dispose pas de tours et que son entrée principale ne soit en aucun cas située sur la rue principale de la ville. En 1837, les Juifs de Teschen achètent à Jan Zbitka un terrain situé à l'extérieur des murs de la ville, au 6 rue Bóżnicza. 
En 1837, débutent les travaux de construction de la synagogue selon les plans de Karol Jilg. Les plans originaux de la synagogue, approuvés par l'architecte de la ville de Teschen, prévoient un bâtiment en forme de T, mais seulement le corps principal et l'aile gauche ont été construits. Les travaux se terminent vers le milieu de l'année 1838, et l'inauguration officielle par le rabbin de Ratibor, se déroule en septembre. L'ensemble du bâtiment a coûté à la communauté juive la somme de 4 000 zlotys. 

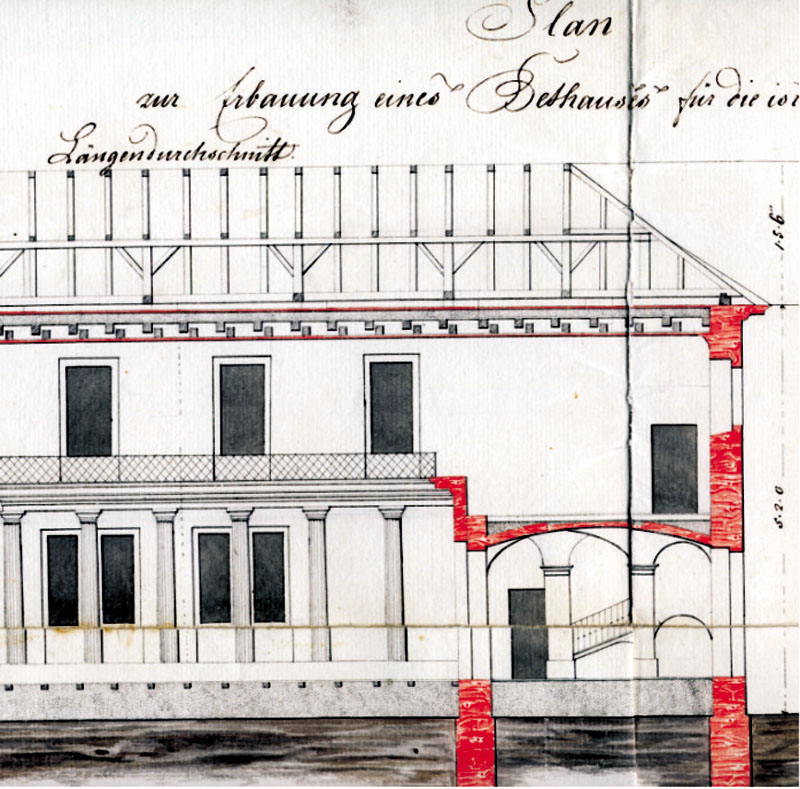
Plan de l'architecte Karol Jilg – la façade
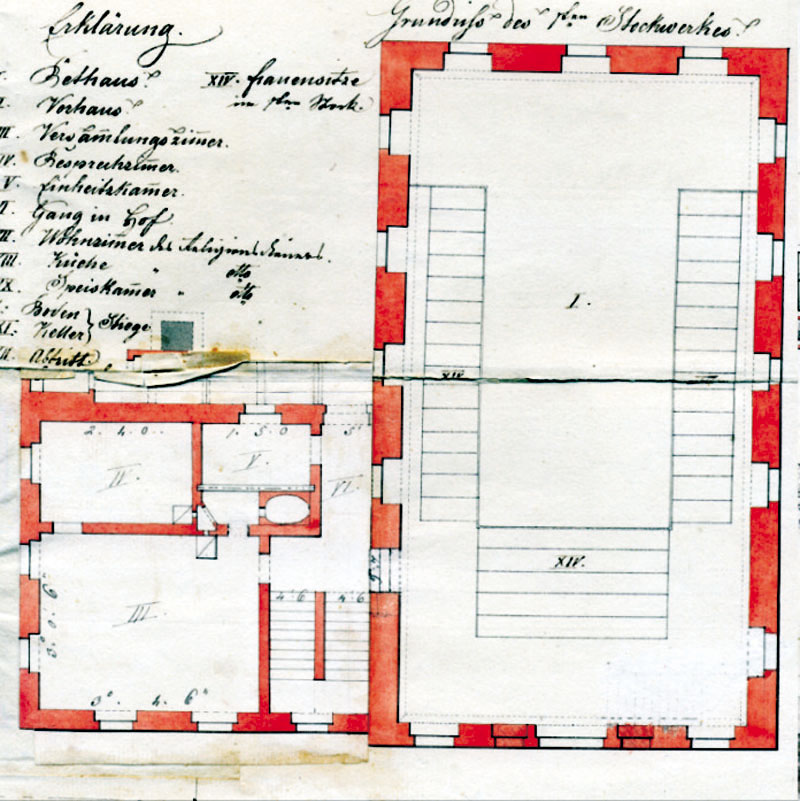
Plan de l'architecte Karol Jilg  -  répartition des salles

La première synagogue de Teschen est un bâtiment à l'architecture sévère, selon le style en vigueur à l'époque pour les bâtiments officiels de Teschen. La façade principale, côté ouest, reçoit une décoration de style classique. L'intérieur est aussi conçu de façon rigoureuse. Deux rangées de six colonnes doriques soutiennent la galerie réservée aux femmes. L'Arche Sainte, avec les rouleaux de la Torah, est située sur le mur oriental, orienté vers Jérusalem. L'aile gauche est un bâtiment à deux niveaux. Le premier étage comporte les appartements des serviteurs de la synagogue, tandis que le rez-de-chaussée est un espace réservé à la communauté religieuse.    
Initialement le bâtiment de style néoclassique devait être modeste, et permettre d'accueillir 250 fidèles, dont 168 hommes, mais assez rapidement, la synagogue s'avère trop petite. 

### La nouvelle synagogue

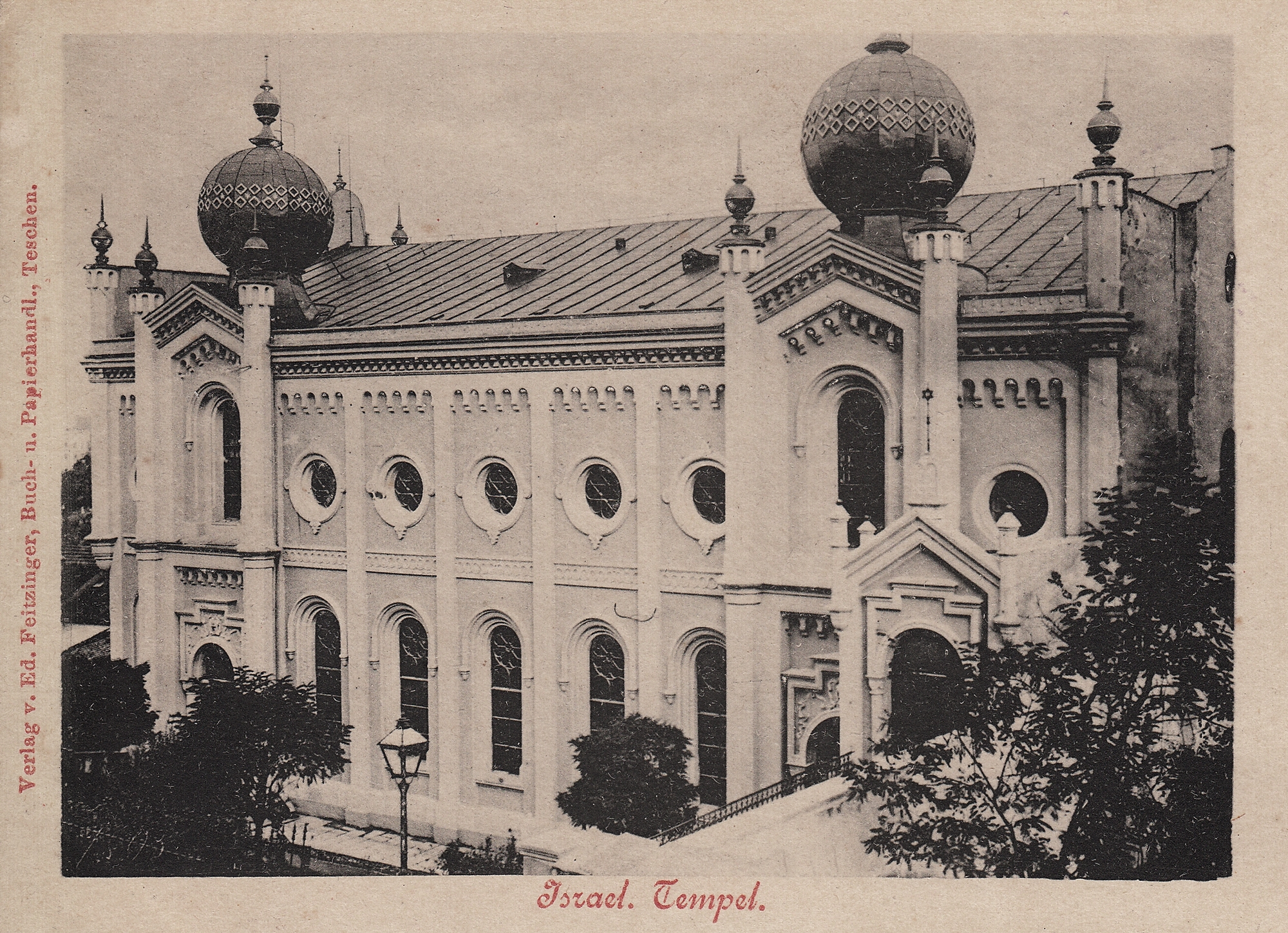
Vue extérieure de la synagogue vers 1905

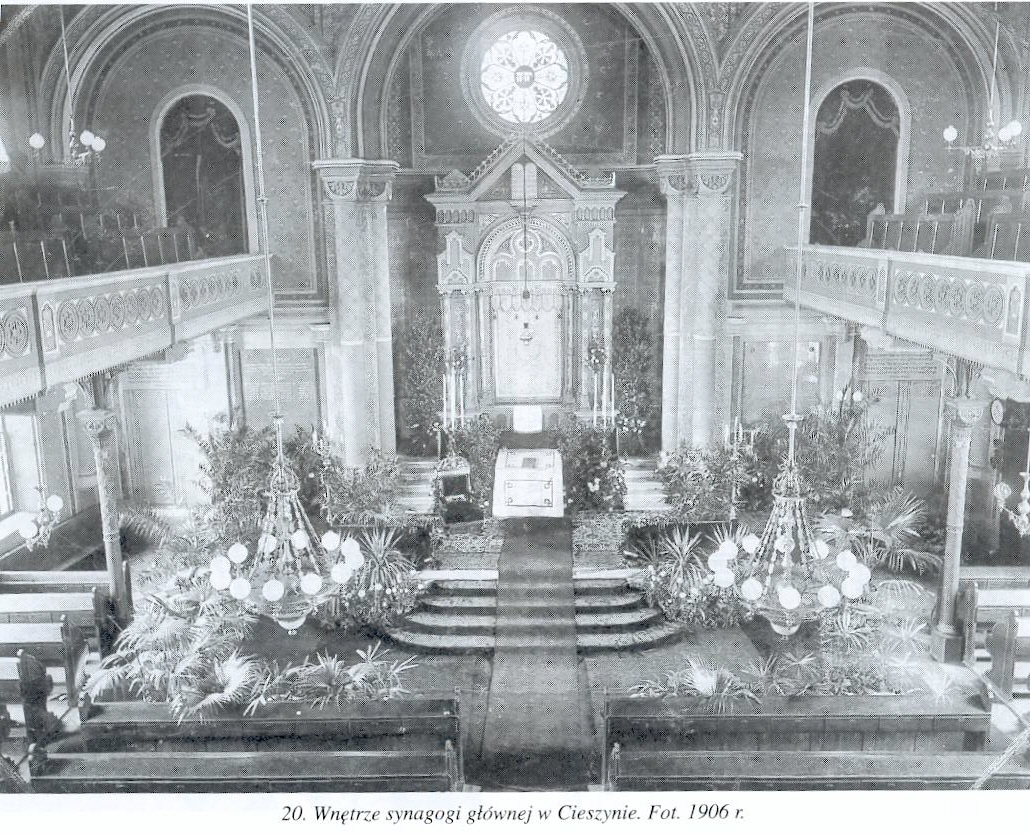
L'intérieur de la synagogue

En 1878, le président de la communauté, Bernard Glesinger, décide d'agrandir et de remodeler complètement  la synagogue. Il confie alors les travaux à l'architecte Antoni Jonkisz, qui la remanie en style néo-romano-mauresque. Les dimensions du nouveau bâtiment atteignent 31 mètres par 20 mètres. La façade est, où se trouve l'Arche Sainte, ainsi que la façade principale à ouest, jouxtant l'étroite rue Bóżnicza sont conservées. Cependant, le riche décor architectural de la façade sud, s'ouvrant sur un espace dégagé plus large, donne une nouvelle apparence à la synagogue, soulignée par les deux dômes sphériques décorés de motifs géométriques. Ils font allusion aux deux colonnes de Jakin et Boaz qui se trouvaient à l'entrée du Temple de Jérusalem de Salomon. En plus de ces deux dômes importants, plusieurs pinacles surmontés de petits dômes ont été rajoutés.  
L'architecte Jonkisz conserve la division en trois parties de l'intérieur du bâtiment: le vestibule, la nef centrale et l'Arche Sainte. Les parties en bois sont réalisées par le maître-charpentier Karol Lang de Friedek. Des rangées de colonnes en fonte à chapiteaux néoromans, produites dans la fonderie de Trzynietz, soutiennent les galeries pour les femmes. À partir de 1879, la galerie côté ouest est réservée au chœur de la synagogue et à l'orgue. Durant l'été 1880, l'intérieur est décoré de  peintures de style mauresque. L'intérieur reçoit un éclairage naturel par les fenêtres du rez-de-chaussée à arc en plein cintre et par des baies circulaires à la hauteur de la galerie des femmes dans lesquels est ornée stylisée une étoile de David.
Au cours des soixante années suivantes, la synagogue sert de lieu de culte pour les fidèles juifs de Teschen/Cieszyn et de ses alentours, partisans d'un judaïsme modérément modernisé. 

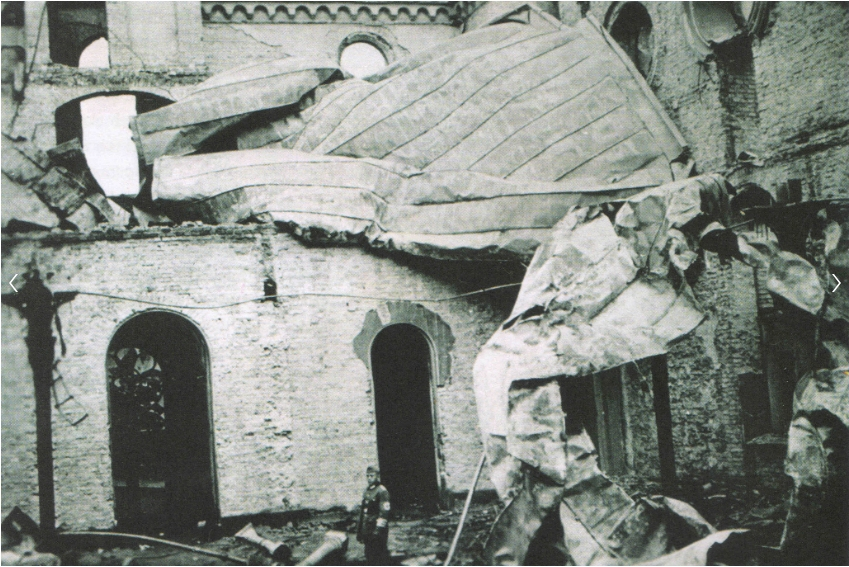
Ruine de la synagogue après le 13 septembre 1939

En 1880 et en 1906, au cours d'une tournée à Teschen, l'empereur François-Joseph se rend à la synagogue pour rencontrer la communauté juive.
Au début de la Seconde Guerre mondiale, le 13 septembre 1939, les nazis incendient la synagogue. Franciszek Pasz mentionne dans un de ses ouvrages que des personnes ayant assisté au début de l'incendie de la synagogue sont sûres que des gens se trouvaient à l'intérieur. Elles ont affirmé avoir entendu des cris et des gémissements provenant de l'intérieur, avant que l'un des deux dômes d'environ 3 mètres de diamètre ne s'effondre. Les pompiers sont restés passifs et ne sont intervenus que lorsque le feu a commencé à s'étendre et à menacer l'école voisine et les bâtiments adjacents.
En 1913, la communauté juive achète un bâtiment situé en face de la synagogue, au 7 rue Bożnicza, qui servira de centre communautaire. En 1998, une plaque commémorative avec une inscription en polonais et en hébreu, dédiée à la mémoire de la communauté juive de Cieszyn et de sa région environnante est posée sur ses murs.
« W tym budynku miała swoją siedzibę Izraelicka Gmina Wyznaniowa w Cieszynie, obok stała Synagoga wybudowana w 1838 r., zburzona w 1939r. Pamięci społeczności żydowskiej Miasta Cieszyna i okolic
(Dans ce bâtiment, se trouvait le siège de la communauté israélite de Cieszyn, à côté de la synagogue, construite en 1838 et démolie en 1939. À La mémoire de la communauté juive de la ville de Cieszyn et de sa région) »
Actuellement sur le site de la synagogue, se trouvent un parking et une aire de jeux appartenant à l'école secondaire no 1.